# Mustasaari (ö i Finland, Mellersta Finland, Jyväskylä, lat 62,42, long 26,44)
Mustasaari är en ö i Finland. Den ligger i sjön Hankavesi och i kommunen Hankasalmi i den ekonomiska regionen  Jyväskylä ekonomiska region  och landskapet Mellersta Finland, i den centrala delen av landet, 260 km norr om huvudstaden Helsingfors. Öns area är 2,2 hektar och dess största längd är 220 meter i öst-västlig riktning.